# 成東駅
成東駅（なるとうえき）は、千葉県山武市津辺にある、東日本旅客鉄道（JR東日本）の駅である。

## 概要
総武本線を所属線としており、当駅が終点となる東金線を加えた2路線が乗り入れている。

## 歴史
- 1897年（明治30年）5月1日：総武鉄道の駅として開業[1]。
- 1907年（明治40年）9月1日：総武鉄道が買収され、帝国鉄道庁の駅となる[1]。
- 1911年（明治44年）11月1日：東金線東金 - 当駅間開業[1]。
- 1945年（昭和20年）8月13日：終戦の2日前、米軍グラマン機による空襲（機銃掃射）に遭い、駅に停車していた貨車に積まれていた高射砲4門と弾薬に引火する[1]。駅員や陸軍近衛第3師団将兵が消火作業に当たったものの爆発・炎上し、駅舎およびホームが全壊[1]、また客車5両が焼失した[3]。この事故により駅員15名、将兵27名の計42名が死亡した[1]。そのうち9名は10代だった[4]。
- 1957年（昭和32年）8月：1945年に起きた成東駅空襲の慰霊碑が建立される[5]。
- 1981年（昭和56年）12月1日：貨物取扱廃止[1]。
- 1987年（昭和62年）4月1日：国鉄分割民営化により、東日本旅客鉄道（JR東日本）の駅となる[6]。
- 1995年（平成7年）7月13日：自動改札機を設置し、供用開始[7]。
- 1999年（平成11年）12月：総武線快速電車乗り入れ開始[1]。
- 2001年（平成13年）11月18日：千葉・大網方面においてICカード「Suica」の利用が可能となる[広報 1]。
- 2008年（平成20年）3月：リニューアルにより外観を洋風に改装[1][6]。
- 2009年（平成21年）3月14日：銚子方面においてICカード「Suica」の利用が可能となる[8]。
- 2012年（平成24年）12月：跨線橋新設と同時にホームにエレベータ設置、旧跨線橋撤去。
- 2016年（平成28年）2月22日：指定席券売機営業終了。
- 2018年（平成30年）：駅南口ターミナル整備完了。

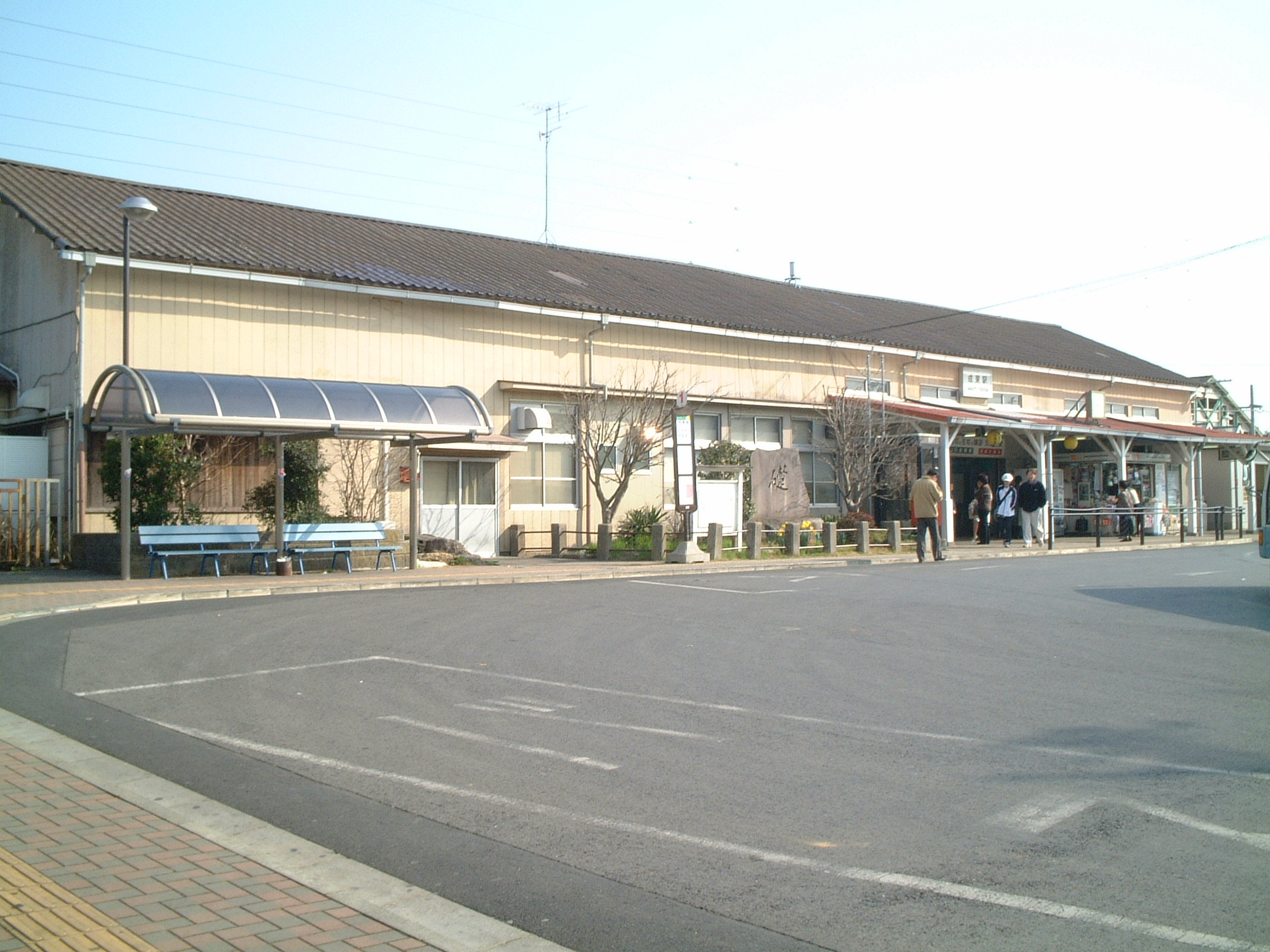
改築前の駅舎（2004年3月）
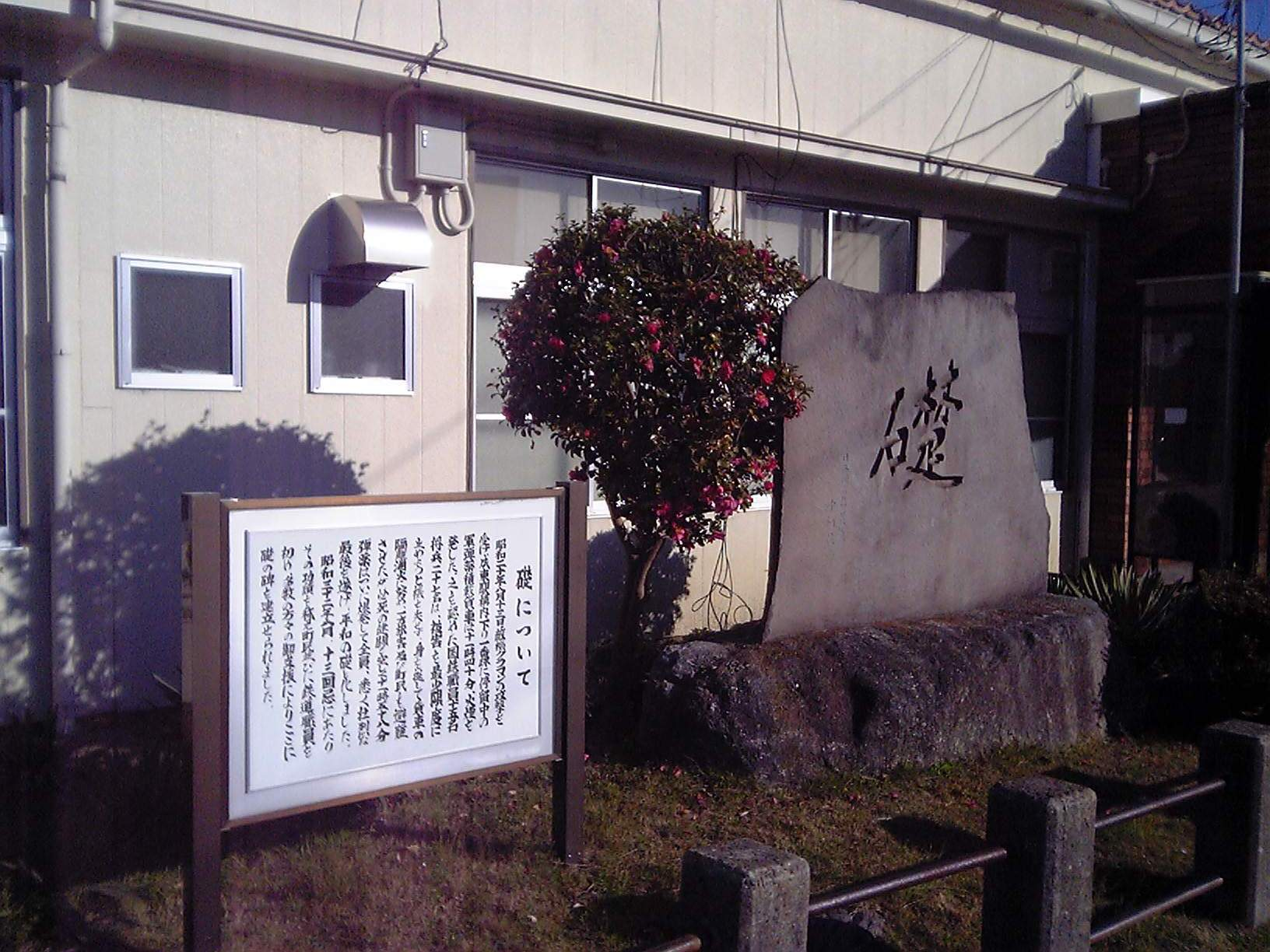
成東駅空襲の慰霊碑
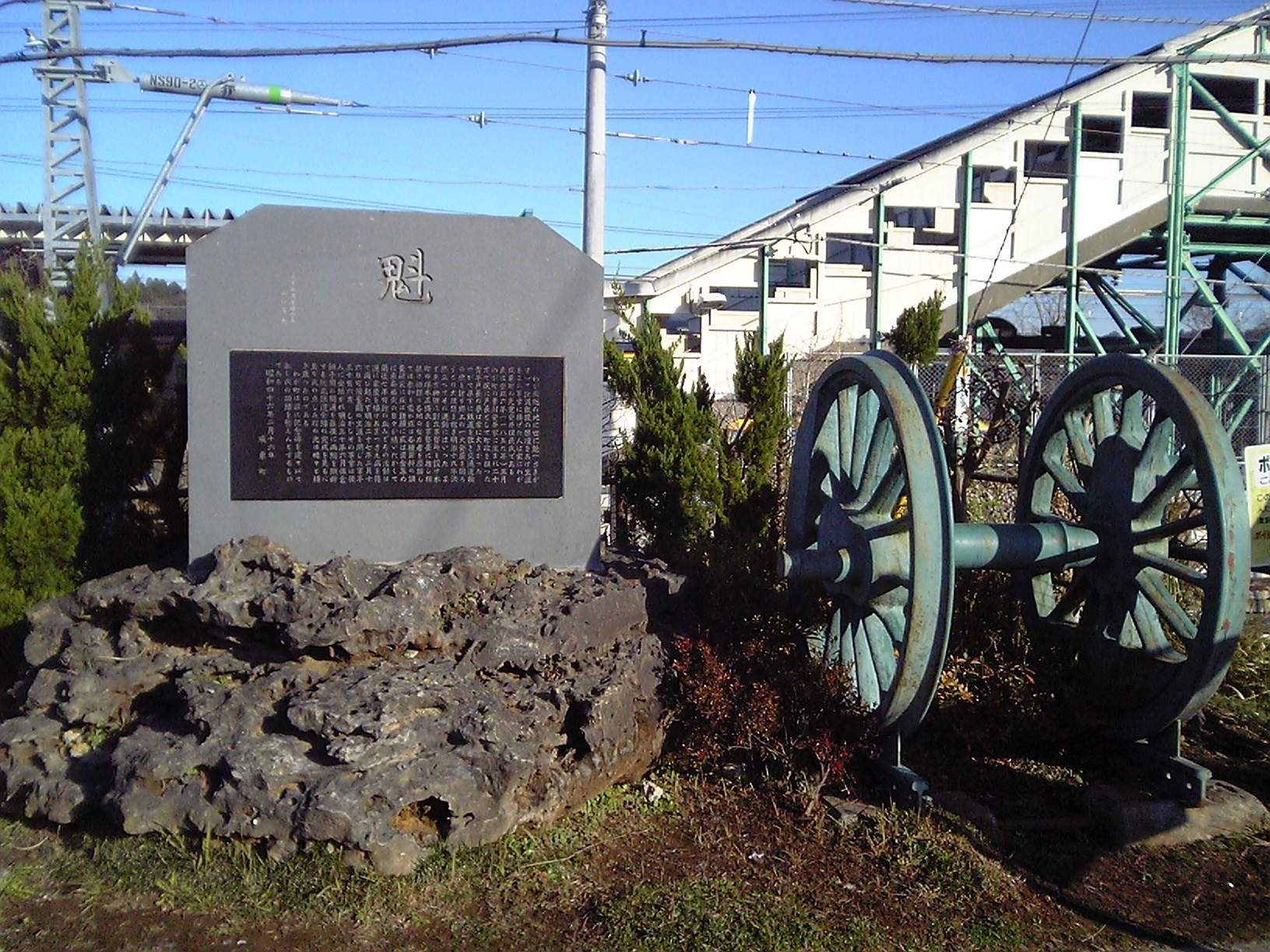
鉄道開設運動・誘致に生涯を捧げた安井理民の功績をたたえた「魁の碑」

## 駅構造
駅舎に接して単式ホーム1面1線があり、その奥に島式ホーム1面2線がある。さらに単式ホームには切欠きホームがあるため、合わせて2面4線を有する地上駅。互いのホームは跨線橋で連絡し、両端（単式ホーム側と島式ホーム側）はバリアフリー化の一環としてエレベーターが各1基設置されている。この跨線橋は2012年に設置され、以前使われていた跨線橋は撤去された。
成田統括センターの直営駅であり、管理駅として日向駅 - 八日市場駅間の各駅を管理している。駅舎内にはみどりの窓口、自動改札機が設置されている。改札口横に待合室がある。
2008年（平成20年）3月に駅舎の一部改装が終了し、待合室がリニューアルされ、自動ドアが設置された。また、かつての売店「KIOSK」は、コンビニエンスストア「NEWDAYS」に業態変更された。
トイレは改札内外双方から入れる構造で、いずれも多機能トイレを併設した男女別で浄化槽による水洗式である。多機能トイレは当初改札外のみの設置だったことの名残で、改札内の通常のトイレには「多機能トイレ利用時は駅係員へお申し出ください」との但し書きが多機能トイレ増設後も撤去されずに残存していたが、現在は撤去されている。また、跨線橋のエレベーター付近には駅係員用のものと思われる仮設トイレが設置されている。現在のトイレが整備される前は、改札内外双方から入れる構造で男女共用の汲取り式であった。

### のりば
| 番線    | 路線      | 方向 | 行先                               | 備考                                                      |
| ------- | --------- | ---- | ---------------------------------- | --------------------------------------------------------- |
| 0       | ■東金線   | 上り | 求名・東金・大網・千葉・東京方面   | 一部は3番線                                               |
| 1・2・3 | ■総武本線 | 上り | 八街・佐倉・四街道・千葉・東京方面 | 主に1・3番線を使用。日中の始発列車は主に3番線に発着する。 |
| 1・2・3 | ■総武本線 | 下り | 横芝・八日市場・旭・飯岡・銚子方面 | 主に1・2番線を使用。                                      |

（出典：JR東日本:駅構内図）
- 東金線が使う0番線は切欠きホームである。
- 総武本線の列車は、上下列車とも行き違いや特急の待ち合わせがない場合は駅舎側の1番線を使用することが多い。
- 現在、総武本線と東金線を直通する定期旅客列車は存在しない。
- 1日に1本のみ、東金線から外房線を経由し、京葉線へ直通する列車が存在する。

| 運転番線 | 営業番線 | ホーム | 東金方面着発 | 銚子方面着発 | 佐倉方面着発 | 備考                                 |
| -------- | -------- | ------ | ------------ | ------------ | ------------ | ------------------------------------ |
| 0        | 0        | 6両分  | 到着・出発可 | 不可         | 不可         |                                      |
| 1        | 1        | 11両分 | 到着可       | 到着・出発可 | 到着・出発可 | 総武本線上り主本線、東金線下り主本線 |
| 2        | 2        | 11両分 | 出発可       | 到着・出発可 | 到着・出発可 | 総武本線下り主本線、東金線上り主本線 |
| 3        | 3        | 8両分  | 到着・出発可 | 到着・出発可 | 到着・出発可 | 一部東金線の列車が発着               |

- 主本線を発着する場合は通過が可能[14]。
- 夜間、2番線に銚子から回送されてくる特急用車両（翌朝の「しおさい2号」）が、0・3番線に普通列車がそれぞれ留置される。
- 1997年まで設定されていた東金線経由外房線新茂原駅への貨物列車は1・2番線を使用していた（外房線土気 - 大網間の急勾配を避けるため）。
- 総武快速線への直通列車は上り2本、下り1本が当駅まで乗り入れる。朝の上りはグリーン車付きの11両編成だが、夜の1往復は付属の4両編成である。

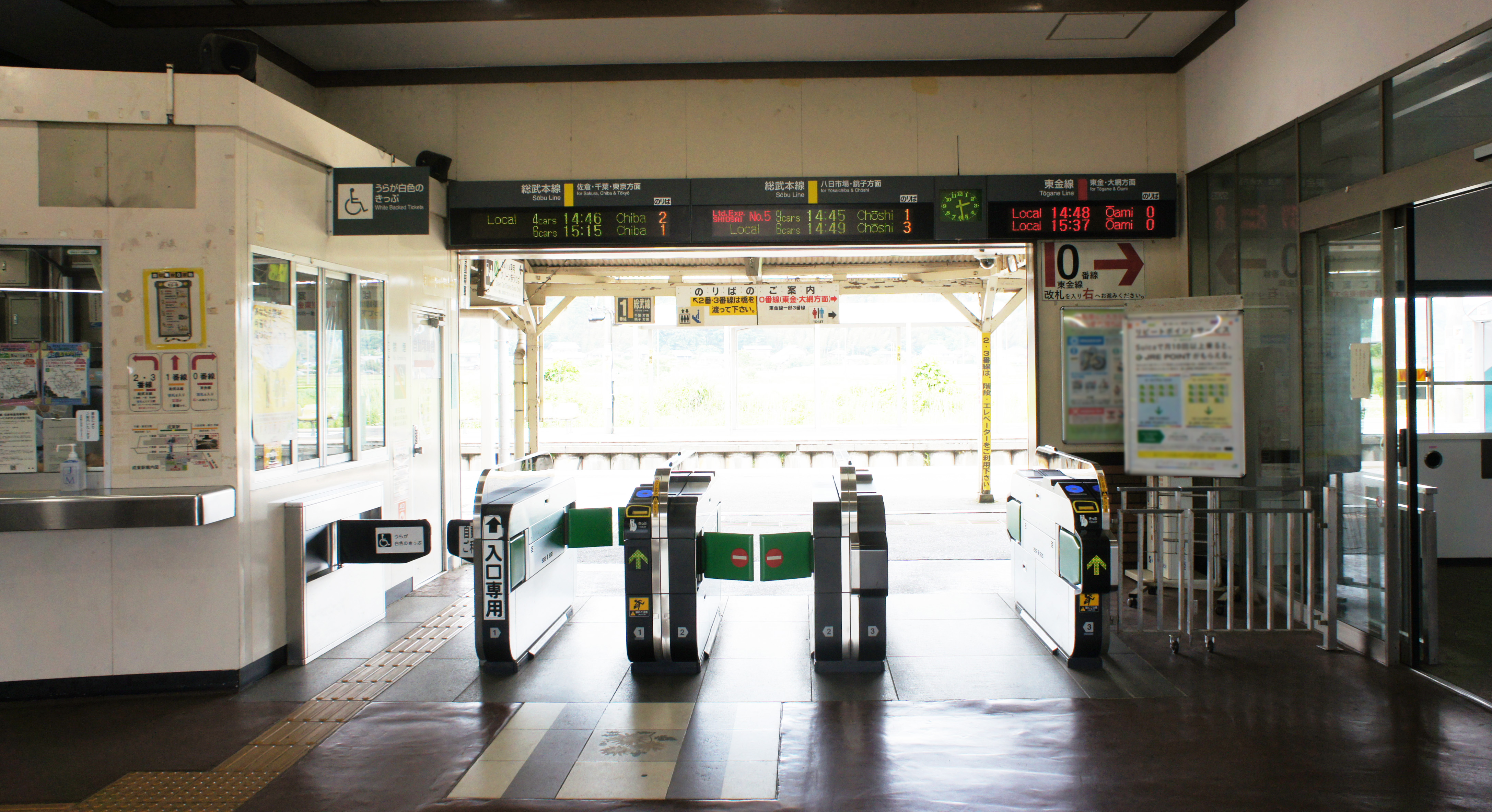
改札口（2021年5月）
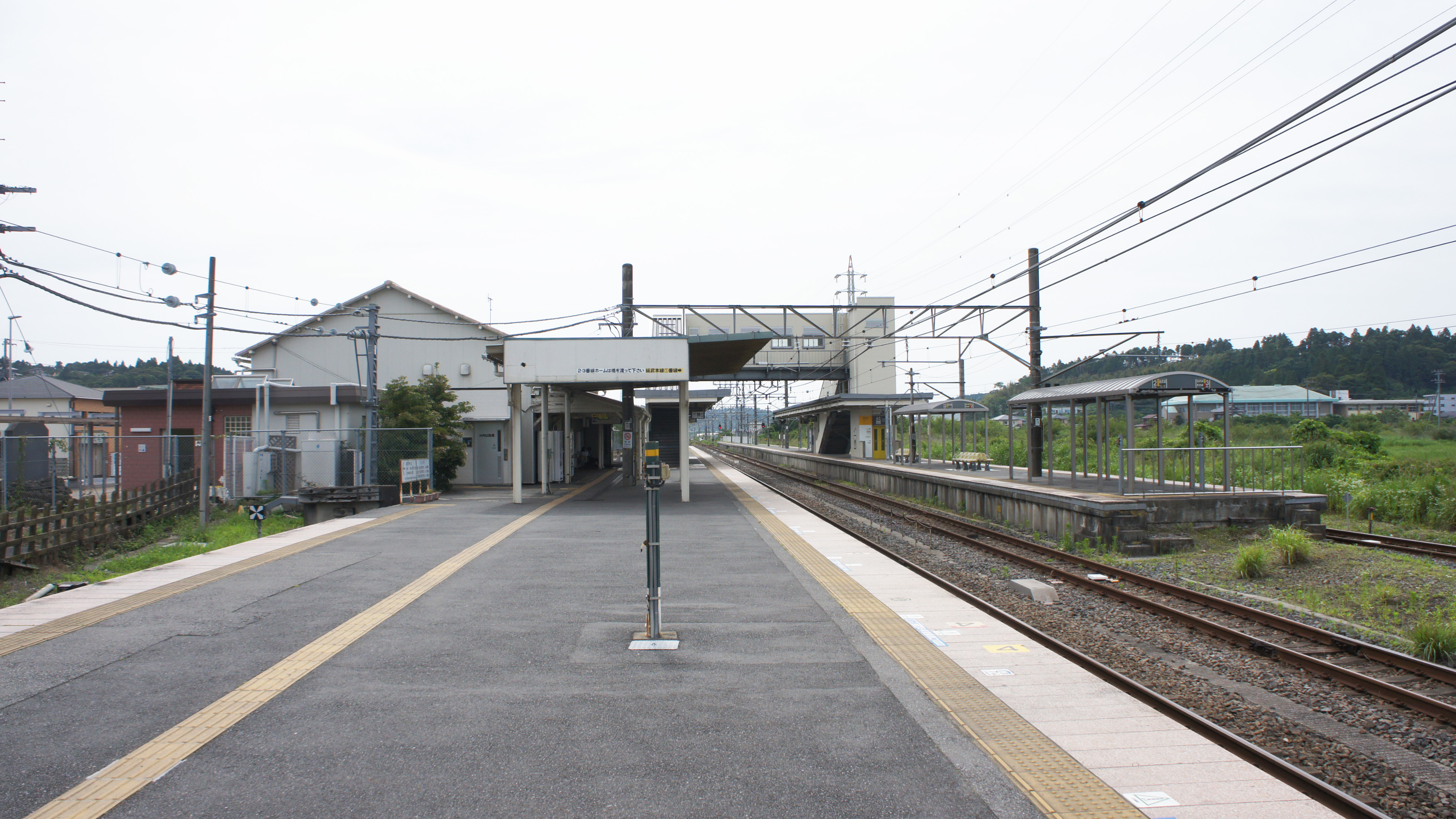
0・1番線ホーム（2021年5月）

## 利用状況
2023年（令和5年）度の1日平均乗車人員は2,541人である。
近年の1日平均乗車人員の推移は下記の通り。
| 年度               | 1日平均 乗車人員 | 出典     |
| ------------------ | ---------------- | -------- |
| 1990年（平成02年） | 3,206            | [ * 1 ]  |
| 1991年（平成03年） | 3,419            | [ * 2 ]  |
| 1992年（平成04年） | 3,560            | [ * 3 ]  |
| 1993年（平成05年） | 3,573            | [ * 4 ]  |
| 1994年（平成06年） | 3,484            | [ * 5 ]  |
| 1995年（平成07年） | 3,528            | [ * 6 ]  |
| 1996年（平成08年） | 3,503            | [ * 7 ]  |
| 1997年（平成09年） | 3,444            | [ * 8 ]  |
| 1998年（平成10年） | 3,340            | [ * 9 ]  |
| 1999年（平成11年） | 3,283            | [ * 10 ] |
| 2000年（平成12年） | 3,250            | [ * 11 ] |
| 2001年（平成13年） | 3,313            | [ * 12 ] |
| 2002年（平成14年） | 3,251            | [ * 13 ] |
| 2003年（平成15年） | 3,228            | [ * 14 ] |
| 2004年（平成16年） | 3,141            | [ * 15 ] |
| 2005年（平成17年） | 3,128            | [ * 16 ] |
| 2006年（平成18年） | 3,152            | [ * 17 ] |
| 2007年（平成19年） | 3,105            | [ * 18 ] |
| 2008年（平成20年） | 3,065            | [ * 19 ] |
| 2009年（平成21年） | 2,973            | [ * 20 ] |
| 2010年（平成22年） | 2,943            | [ * 21 ] |
| 2011年（平成23年） | 2,903            | [ * 22 ] |
| 2012年（平成24年） | 2,956            | [ * 23 ] |
| 2013年（平成25年） | 2,954            | [ * 24 ] |
| 2014年（平成26年） | 2,829            | [ * 25 ] |
| 2015年（平成27年） | 2,890            | [ * 26 ] |
| 2016年（平成28年） | 2,890            | [ * 27 ] |
| 2017年（平成29年） | 2,892            | [ * 28 ] |
| 2018年（平成30年） | 2,846            | [ * 29 ] |
| 2019年（令和元年） | 2,783            | [ * 30 ] |
| 2020年（令和02年） | 2,052            |          |
| 2021年（令和03年） | 2,240            |          |
| 2022年（令和04年） | 2,411            |          |
| 2023年（令和05年） | 2,541            |          |

## 駅周辺

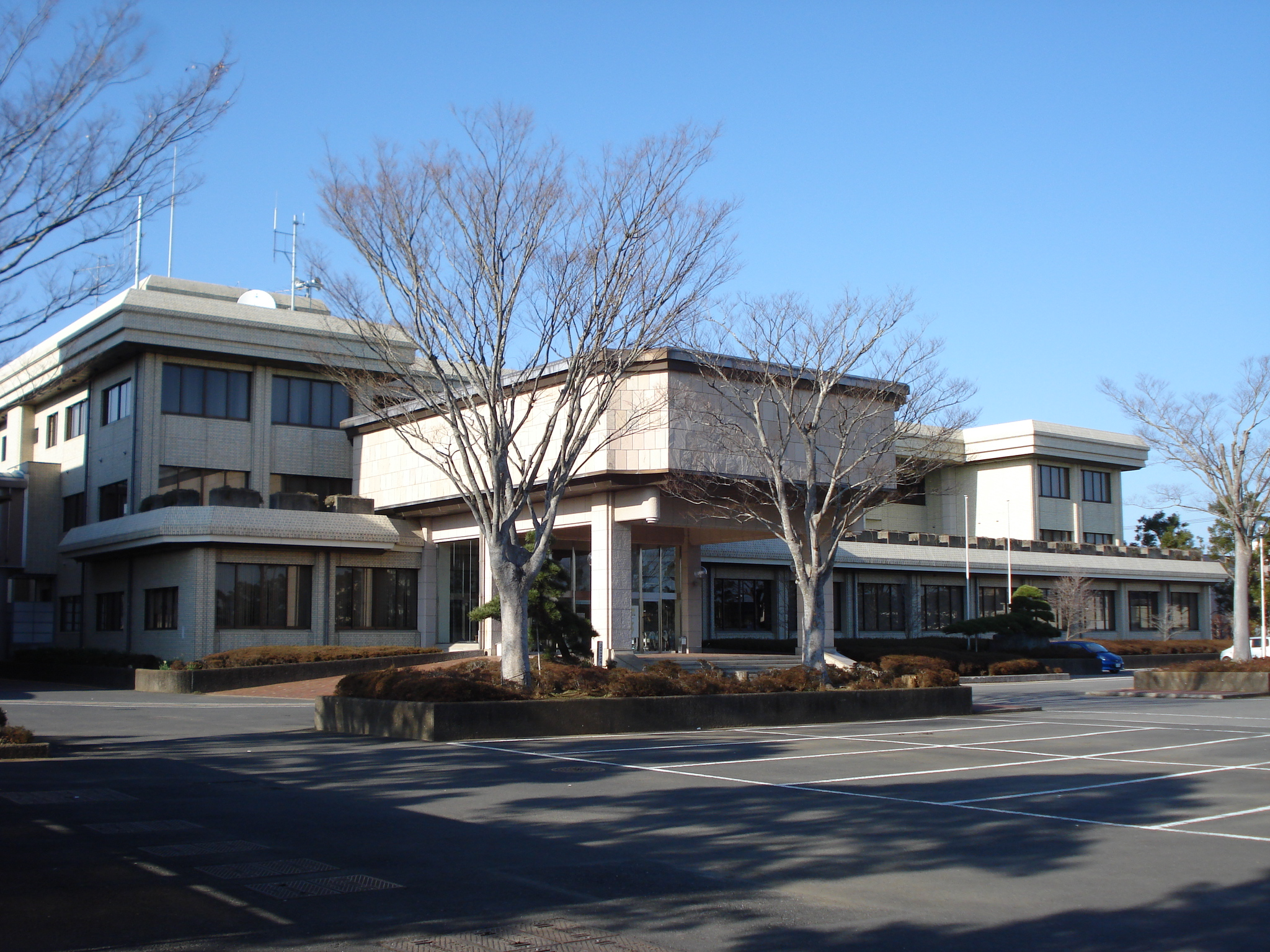
山武市役所

当駅から東金駅までの国道126号線沿いにはかなりの数の大型商業施設（ロードサイド店舗）・中型店舗・小型店舗が立ち並び、商業圏を成している。休日はそれら目当てに訪れる買い物客も多い。
- 山武市役所（旧・成東町役場）
- 山武警察署（旧・成東警察署）
- 中央公民館
- 山武郡市農業協同組合
- 成東郵便局
- 国道126号
- ちばフラワーバス本社（成東車庫）
- 千葉県立成東高等学校

## バス路線

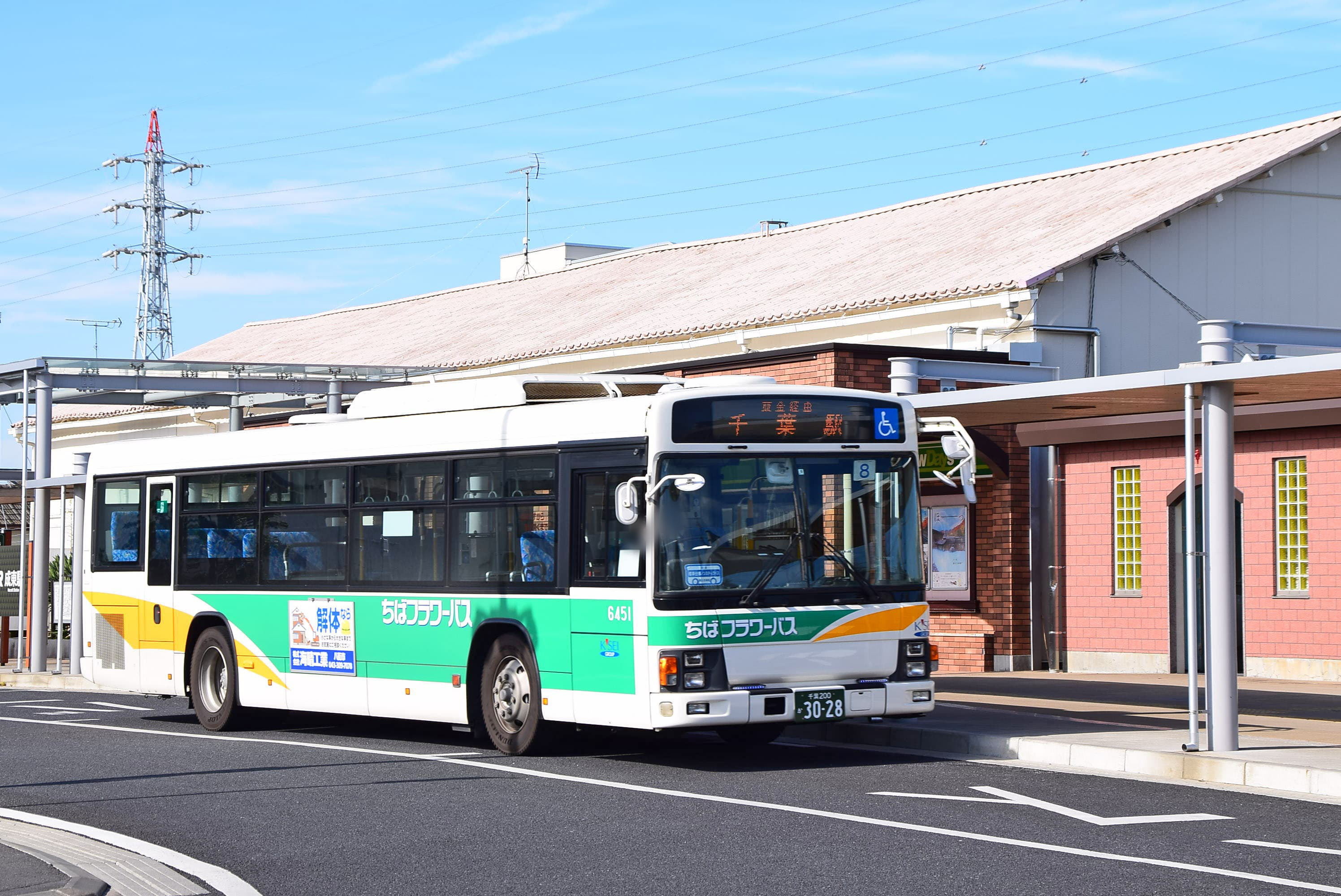
駅前のバス乗り場に停車する、ちばフラワーバス

### 成東駅
山武市基幹バス・京成バス千葉イースト（成東営業所）が運行する路線が発着する。
1番のりば
- 京成バス千葉イースト
  - 海岸線：ウォーターガーデン / 作田南 / 成東駅 ※ウォーターガーデン行は夏季のみ運行

2番のりば
- 京成バス千葉イースト
  - 八街線：八街駅

3番のりば
- 京成バス千葉イースト
  - 千葉線：JR千葉駅 / 中野操車場

無番のりば
- 山武市基幹バス
  - さんぶの森元気館 / 蓮沼海浜公園

### 成東車庫
京成バス千葉イーストが運行する路線（主に高速バス）が発着する。
- シーサイドライナー：バスターミナル東京八重洲
- フラワーライナー：JR千葉駅
- 海岸線：ウォーターガーデン ※夏季のみ運行

## その他
- 総武本線において休日おでかけパス（旧：ホリデー・パス）のフリーエリアは、当駅が東端である。ここから東金線内では使用できるが、銚子方面は使用できない[15]。
- 日中の千葉・佐倉方面からの普通列車は約半数が当駅で折り返し、横須賀・総武快速線からの直通列車も同様に当駅止まりで、当駅以東（銚子方面）へ行く普通列車の本数は1時間に1本程度となる[16]。

## 隣の駅
※特急「しおさい」の隣の停車駅は列車記事を参照。
東日本旅客鉄道（JR東日本）
■総武本線
■快速（上り1本のみ運転）
八街駅 ← 成東駅
■普通（各駅停車）
日向駅 - 成東駅 - 松尾駅
■東金線
求名駅 - 成東駅

#### 広報資料・プレスリリースなど一次資料
1. ↑  “Suicaご利用可能エリアマップ（2001年11月18日当初）” (PDF).   東日本旅客鉄道. 2019年7月27日時点のオリジナルよりアーカイブ。2020年4月30日閲覧。

#### 利用状況に関する資料
1. ↑  千葉県統計年鑑 - 千葉県

JR東日本の2000年度以降の乗車人員
1. 1 2 3  各駅の乗車人員（2023年度） - JR東日本
2. ↑  各駅の乗車人員（2000年度） - JR東日本
3. ↑  各駅の乗車人員（2001年度） - JR東日本
4. ↑  各駅の乗車人員（2002年度） - JR東日本
5. ↑  各駅の乗車人員（2003年度） - JR東日本
6. ↑  各駅の乗車人員（2004年度） - JR東日本
7. ↑  各駅の乗車人員（2005年度） - JR東日本
8. ↑  各駅の乗車人員（2006年度） - JR東日本
9. ↑  各駅の乗車人員（2007年度） - JR東日本
10. ↑  各駅の乗車人員（2008年度） - JR東日本
11. ↑  各駅の乗車人員（2009年度） - JR東日本
12. ↑  各駅の乗車人員（2010年度） - JR東日本
13. ↑  各駅の乗車人員（2011年度） - JR東日本
14. ↑  各駅の乗車人員（2012年度） - JR東日本
15. ↑  各駅の乗車人員（2013年度） - JR東日本
16. ↑  各駅の乗車人員（2014年度） - JR東日本
17. ↑  各駅の乗車人員（2015年度） - JR東日本
18. ↑  各駅の乗車人員（2016年度） - JR東日本
19. ↑  各駅の乗車人員（2017年度） - JR東日本
20. ↑  各駅の乗車人員（2018年度） - JR東日本
21. ↑  各駅の乗車人員（2019年度） - JR東日本
22. ↑  各駅の乗車人員（2020年度） - JR東日本
23. ↑  各駅の乗車人員（2021年度） - JR東日本
24. ↑  各駅の乗車人員（2022年度） - JR東日本

千葉県統計年鑑
1. ↑  千葉県統計年鑑（平成3年）
2. ↑  千葉県統計年鑑（平成4年）
3. ↑  千葉県統計年鑑（平成5年）
4. ↑  千葉県統計年鑑（平成6年）
5. ↑  千葉県統計年鑑（平成7年）
6. ↑  千葉県統計年鑑（平成8年）
7. ↑  千葉県統計年鑑（平成9年）
8. ↑  千葉県統計年鑑（平成10年）
9. ↑  千葉県統計年鑑（平成11年）
10. ↑  千葉県統計年鑑（平成12年）
11. ↑  千葉県統計年鑑（平成13年）
12. ↑  千葉県統計年鑑（平成14年）
13. ↑  千葉県統計年鑑（平成15年）
14. ↑  千葉県統計年鑑（平成16年）
15. ↑  千葉県統計年鑑（平成17年）
16. ↑  千葉県統計年鑑（平成18年）
17. ↑  千葉県統計年鑑（平成19年）
18. ↑  千葉県統計年鑑（平成20年）
19. ↑  千葉県統計年鑑（平成21年）
20. ↑  千葉県統計年鑑（平成22年）
21. ↑  千葉県統計年鑑（平成23年）
22. ↑  千葉県統計年鑑（平成24年）
23. ↑  千葉県統計年鑑（平成25年）
24. ↑  千葉県統計年鑑（平成26年）
25. ↑  千葉県統計年鑑（平成27年）
26. ↑  千葉県統計年鑑（平成28年）
27. ↑  千葉県統計年鑑（平成29年）
28. ↑  千葉県統計年鑑（平成30年）
29. ↑  千葉県統計年鑑（令和元年）
30. ↑  千葉県統計年鑑（令和2年）